# Tano (acteur)
Pour les articles homonymes, voir Tano.
Tano, né Anthony Gitenet le 11 février 1974 à Marseille, est un comédien humoriste français.

## Biographie
Tano est né à Marseille d'une mère corse et d'un père niçois. Il est batteur de jazz et a donné des cours de batterie dans une école de musique.

## Scène
- 2010 : Tano au Théâtre de Dix Heures
- 2011 : Tano au Petit Palais des Glaces
- 2015 : Tano au Point Virgule
- 2019 - 2023 : Tano Idiot Sapiens

## Télévision
- Les Années Bonheur, sur France 2
- Ma ville en rire, sur France 3
- Café Picouly sur France 5
- Repérage, sur canal + décalé
- Télé matin, sur France 2
- Le JJDA, sur IDF1
- Plié en 4, sur France 4
- Festival de Montreux 2010, sur France 4
- Festival de Montreux 2011, sur France 4
- Festival de Montreux 2012, sur France 4
- Les stars du rire s'amusent, sur France 2
- Baptiste Lecaplain et ses potes, sur Comédie +
- Les Années Bonheur 2013, sur France 2
- Le Point Virgule 7, sur Comédie +
- Festival de Montreux 2014, sur France 4
- Commissariat Central, sur M6 ;
- Groland Le Zapoï Colonisation Express, sur Canal +
- Avec ou sans filtre, sur FR3 Corse
- Mathieu et Thomas au bord de la crise de nerfs , épisode 22 sur W9
- Scènes de ménages, en prime time sur M6 ; rôle de Francis ;
- Le bal des désobéissantes, sur Paris Première
- Festival de Montreux 2019, sur RTS Radio télévision suisse
- Rires en plein air 2021, sur France 4 Culturebox

## Radio
- 2018-2020 Chroniqueur dans Le top de l'actu, sur Rire et Chansons

## Musique
- Compositeur, auteur et interprète du titre Les flics de la bac montent le son[3].
- Co-réalisateur du clip Les flics de la bac montent le son
- Le titre Les flics de la bac montent le son, est la musique du générique de la série Commissariat Central, diffusée sur M6 et W9.

## Récompenses
- Grand Prix du jury, Festival de Villeurbanne, novembre 2006
- Lauréat de l’Open du rire, Sérénissimes de l’humour de Monaco
- Lauréat du Studio Juste pour rire, Paris juin 2007
- Prix du public, Festival d’Arêches Beaufort
- Prix du public et 2e prix du jury, Estivales du Rire de Dinard, mai 2008
- Grand Prix du jury, Festival d’Aix en Provence
- Grand Prix du jury, Festival de Tournon
- Grand Prix du jury, Les Mosaïcales du rire de Porto-Vecchio
- Prix des Professionnels et Prix de la Presse, Festival de Puy St Vincent
- Prix du public et 2e prix du jury, Festival de Rocquencourt
- Grand Prix du public, Festival Drôle de Zèbre, Strasbourg, octobre 2009
- Lauréat de l’Open du rire, Sérénissimes de l’humour de Monaco[4];

## Publications
Le sketch des Indépendantistes Corses et un extrait de L'Oncle Antoine ont été publiés dans un ouvrage intitulé Ô Corse, île d'humour.